# Валя-Мотрулуй
Валя-Мотрулуй (рум. Valea Motrului) — село у повіті Горж в Румунії. Входить до складу комуни Веджулешть.
Село розташоване на відстані 237 км на захід від Бухареста, 39 км на південь від Тиргу-Жіу, 69 км на північний захід від Крайови.

## Населення
За даними перепису населення 2002 року у селі проживали 299 осіб, усі — румуни. Усі жителі села рідною мовою назвали румунську.